# Gaius Iulius Caesar (Prätor 92 v. Chr.)
Gaius Iulius Caesar (* um 135 v. Chr.; † 85 v. Chr. in Pisae) war ein Politiker der späten römischen Republik und der Vater des gleichnamigen Diktators. Er bekleidete die Ämter des cursus honorum bis zur Prätur. Seine Tochter Iulia war die Großmutter des ersten römischen Kaisers Augustus.

## Leben
Gaius Iulius Caesar wurde um 135 v. Chr. als Sohn eines gleichnamigen römischen Patriziers geboren. Vermutlich war der Konsul des Jahres 91 v. Chr., Sextus Iulius Caesar, sein Bruder. Der einflussreiche Lucius Iulius Caesar, der 90 v. Chr. Konsul war, und der Politiker, Redner und Tragödiendichter Gaius Iulius Caesar Strabo Vopiscus waren entfernte Verwandte (nach anderen Rekonstruktionen Onkel). Die Familie der Iulii Caesares, die ihre Herkunft auf Iulus, den Sohn des Aeneas, und damit auf die Göttin Venus zurückführte, war während der unruhigen Zeiten nach den Reformversuchen der Gracchen und dem Aufstieg des Gaius Marius zu politischer Bedeutung gelangt. Die Karriere Gaius Iulius Caesars, der mit Aurelia, der Tochter des Lucius Aurelius Cotta, verheiratet war, war in diesem Zusammenhang keineswegs außergewöhnlich.
Um 100 v. Chr. bekleidete er das Amt eines für Finanzangelegenheiten zuständigen Quästors, wohl 92 v. Chr. erreichte er schließlich die Prätur, ein Amt, das vor allem richterliche Aufgaben umfasste. Im darauffolgenden Jahr verwaltete er als Statthalter die reiche Provinz Asia im Westen Kleinasiens. Während der Zeit seiner Abwesenheit veränderte sich die Situation in Italien grundlegend. Der Bundesgenossenkrieg brach aus und bald darauf entluden sich die Spannungen zwischen Marius und Sulla, die beide das Kommando im Kampf gegen König Mithridates von Pontus für sich beanspruchten, in einem Bürgerkrieg.

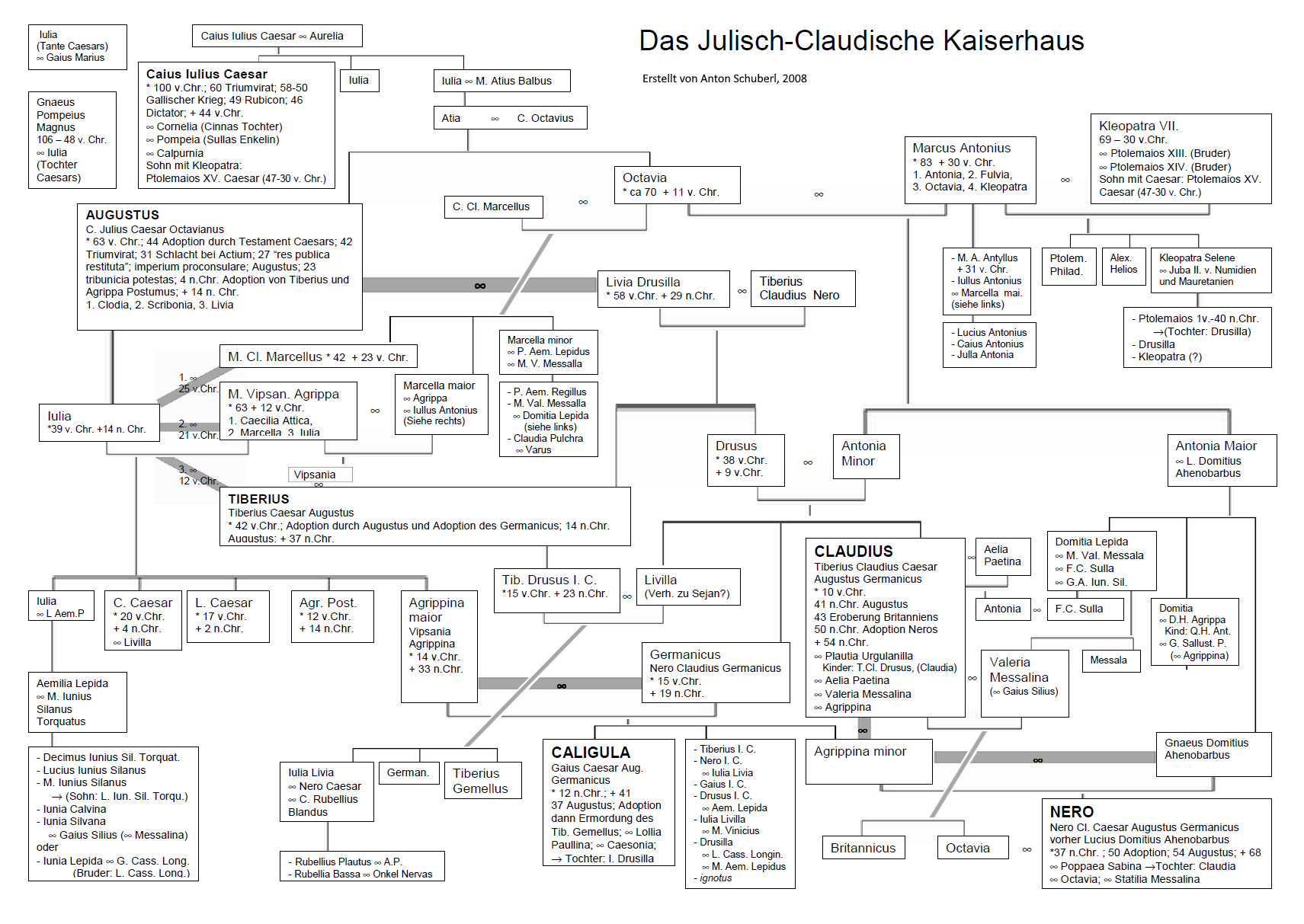
Das Julisch-Claudische Kaiserhaus

Gaius Iulius Caesars jüngere Schwester Iulia war mit Marius verheiratet, seine Verwandten Lucius Iulius Caesar und Gaius Iulius Caesar Strabo Vopiscus unterstützten dagegen Sulla. Lucius und Caesar Strabo fielen 87 v. Chr. im Kampf gegen die Truppen seines Schwagers, Sulla gelang es aber später, die Anhänger des Marius aus Rom zu vertreiben. Gaius Iulius Caesar starb 85 v. Chr. in Pisae eines natürlichen Todes, bevor er das Konsulat erreichen konnte. Sein gleichnamiger Sohn, mit dessen Erziehung er den berühmten Redner Marcus Antonius Orator beauftragt hatte, sollte später zum ersten Mann in Rom aufsteigen. Seine Tochter Iulia wurde später die Großmutter des Augustus, den sein Sohn testamentarisch adoptierte.